# Arcipreste

Modelo de escudo de armas de los arciprestes

Un arciprestazgo o decanato es un término eclesial que define un conjunto de parroquias, vecinas entre sí, en que se divide una diócesis, para organizar su acción pastoral con criterios comunes y facilitar el crecimiento de sus comunidades. El arcipreste o decano es el título de un sacerdote encargado de administrar y dirigir un arciprestazgo o decanato de una diócesis. Este título se utiliza tanto en la Iglesia ortodoxa como en la Iglesia católica.
Antiguamente, el arcipreste era el sacerdote ordenado más antiguo de una iglesia episcopal o bien aquel que designaba el obispo como más eminente. Su función principal consistía en sustituir al obispo, por ejemplo por enfermedad, en las ceremonias de culto. El Concilio de Trento solo les menciona para determinar cómo deben hacer, en nombre del obispo, la visita a las parroquias. En España, el Concordato de 1851 redujo la dignidad del arcipreste a la segunda del cabildo —la primera es la de deán— y determina que los arciprestes rurales deben ser nombrados por el obispo entre los párrocos de una comarca.